# 전기왕
전기왕은 《열혈최강 고자우라》에 등장하는 등장인물로, 대한민국 국내명은 전기대왕이다. 성우는 사토 마사하루 / 오인성이다.

## 소개
- 전기왕 (전기대왕) / 성우 : 사토 마사하루/오인성[1]

기계 신(기계 대마왕)의 부하로 톱니바퀴왕이 패배하자 그를 번개로 제거하고 캡틴 사우루스 앞에 나타난 두 번째 적. 톱니바퀴왕을 제거한 다음에 그의 부하인 기그를 제거한다. 데스볼트라는 거대로봇을 조종하며, 멀쩡한 물건이라도 아무나 기계화수(데블전사)로 만든다. 그도 역시 캡틴 사우루스에게 번번히 패배당하자, 자신의 전용로봇인 데스볼트와 합체해서 하이퍼 데스볼트로 파워업해 공룡수비대와 지구방위대가 만든 로봇인 보우에이가를 데블전사로 만들어서 싸움에 우세해졌으나 엘드란의 새로운 로봇인 그랜드사우루스의 기술을 맞고 최후를 맞는다. 그도 역시 기계대마왕에 의해서 사천왕들과 함께 불사신의 몸으로 전기대왕 2세(원판 : 전기대왕)로 부활 전용로봇 데스볼트가 없음에도 불구하고 자신이 직접 거대해져서 하이퍼 데스볼트가 되기도 하고 캡틴 사우루스와 싸우던 도중 기계대마왕이 귀환하라는 명령을 받고 중단한다. 마지막에는 다른 사천왕들과 합체해서 도전하나 역시 패배하자 기계대마왕의 손에 파괴당한다. 모티브는 전기.